# ガキ大将行進曲
『ガキ大将行進曲』（ガキだいしょうこうしんきょく）は、1979年に発表された日本の映画である。1979年7月13日に「独立映画センター」系で75分間公開された。厚生省中央児童福祉審議会・日本PTA全国協議会・映倫青少年映画審議会推薦。

## 物語
ここは甲府盆地の片隅の緑溢れる街。ここの市川小学校の4年1組は、あだ名が「フクロウ」という若い袋河原先生のクラスである。このクラスには、弘という意地悪なガキ大将がおり、弱い児童をいじめたりしていたが、みんなは我慢するばかりであった。
そんなある日、山奥の分校から一人の転校生がやって来た。名前は幸太、あだ名はモンキーだった。とても元気で勉強は苦手だけれども運動がうまかった。転校して来たその日の歓迎ソフトボール試合では弘がうまいところを見せようとするが、幸太が大活躍する。クラスのみんなは大喜びした。
今まで弘にいじめられていた光男や義之は、元気で親切な幸太と仲良くなる。勉強のできる光男は体育が苦手だったが、幸太に教わって、できなかった鉄棒もうまくなった。一人で河原に小屋を造っていた義之は、幸太の助けを借り、光男や千恵子の応援も受けて、弘の妨害を跳ね返して、立派な小屋を完成させる。
弘は、ソフトボールの試合の仕返しに、「鉄棒で勝負だ」と幸太を呼び出す。しかし、鉄棒も幸太のほうはずっとうまく、弘はまたも敗れてしまう。
しかし、義之たちの造った小屋は、弘たちに壊されてしまった。悔し涙を流して怒り、「今度はやっつけてやる！」と息巻く男の子たちに向かって千恵子が言う。「どうして喧嘩ばかりするの。勝負は陣馬山競争でつけたら…。」
陣馬山競争とは、夏休み最後の行事である。4年生以上の自由参加で、頂上から富士山の見える陣馬山に登り切る競争であった。
「よし、三人で力を合わせて陣馬山競争に出て弘に勝とう！」。運動が苦手な光男も、チビの義之も、一大決心をする。翌朝から、三人はマラソンを始める。また千恵子も加わって四人で、陣馬山競争のコースを調査して、自分たちの道を作って行く。
いよいよ当日。力強い太鼓の音が響く中をスタートした。弘は上級生たちを追い抜いてどんどん前へ。しかし競争の最中、激しい雷雨が降り出し、多くの参加者が脱落していく。弱音を吐く二人を励ますのは幸太だった。
やがて雨はやんだものの、山道は小さな川のようになっており、そこを全身泥だらけになって三人は登って行く。その三人の眼に、前を行く弘の姿が見える。
そうして遂に、三人は弘に追い付いた。弘は抜かれまいと走り出すものの、転んで足を挫いて動けなくなってしまう。「俺たち弘に勝ったんだ！」。喜び勇んで頂上へ向かう三人。
けれども、頂上の手前に来たとき、幸太は弘のことを心配し、光男と共に引き返す。義之は、約束の12時までに頂上に着いてメダルを貰うから、と一人で行ってしまった。
「来年ももう一遍勝負だ!」と弘を助けて歩く幸太と光男の前に、先に行ったはずの義之が現れ、弘のために木の枝で作った松葉杖を差し出した。弘は涙を流して義之に謝った。
一方、頂上で待ち受けていた先生や仲間たちは、助け合って登る四人の姿に喜びと感動の声を上げて迎えるのであった。
そうして夏休みも終わり、二学期のある日、陣馬山競争の後、4年1組のクラスは、前と違った楽しいクラスになってきたようだった。フクロウ先生と子供たちの楽しい声が響いてくる。

## スタッフ
- 企画：親子映画山梨県連絡会
- 制作：青銅プロダクション・山梨教育映画社
- 製作：草場和義・小島義史
- 脚本：宮崎晃・大澤豊
- 監督：大澤豊
- 撮影：山本駿
- 美術：丸山裕二
- 音楽：樋口康雄
- 録音：小林賢
- 照明：伴野功
- 編集：吉田栄子
- 助監督：池田博穂

## キャスト
- 袋河原先生：赤塚真人
- 山口先生：大関優子
- 和江：加茂さくら
- 義造（義之の父）：下川辰平
- 良介（光男の父）：左右田一平

### 子供たち
- 光男：難波克弘
- 幸太：中田光利
- 義之：鈴木政晴
- 弘：斉藤康彦
- 健一：舟呉年克
- 千恵子：佐藤ゆみ
- 道子：筒井理恵
- 由紀子：加賀美亜矢子
- 保男：工藤公久
- 和也：佐野正明

## 映像ソフト
1987年10月26日にビデオメーカーからこの作品のビデオソフトが発売された（規格：VHS、廃盤）。